# Maurice Sutton
Pour les articles homonymes, voir Sutton.
Maurice Sutton Jr, né le 31 juillet 1989 à Largo au Maryland, est un joueur américain de basket-ball.